# Río de Jesús
Río de Jesús è un comune (corregimiento) della Repubblica di Panama situato nel distretto di Río de Jesús, provincia di Veraguas, di cui è capoluogo. Si estende su una superficie di 105,4 km² e conta una popolazione di 2.484 abitanti (censimento 2010).